# Eupithecia chagnoni
Eupithecia chagnoni là một loài bướm đêm trong họ Geometridae.